# Давенант, Уильям
Уи́льям Да́венант (англ. William Davenant, или D’Avenant; ок. 28 февраля 1606 — 7 апреля 1668) — английский писатель, поэт, драматург XVII века. Отец английского экономиста Чарльза Давенанта.

## Биография
Уильям Давенант родился около 28 февраля (крещён 3 марта) 1606 года в Оксфорде, в семье Джейн Шепард Давенант и Джона Давенанта. Отец Уильяма был трактирщиком, позже стал мэром Оксфорда. Существует малодостоверная легенда, которую Давенант сам поддерживал, что он — незаконный сын Шекспира и прекрасной трактирщицы в Оксфорде. Достоверно известно, что Шекспир был крёстным Уильяма.
Давенант служил пажом у герцогини Ричмондской и у лорда Брука, и только оставшись без средств после смерти последнего, принялся писать для театра. В 1629 году поставлена была его первая трагедия «Albovine», затем «The cruel Brother», «The just Italian», пастораль «The Temple of Love», разыгранная при дворе королевой и её дамами, «The Triumphs of the Prince d’Amour» и т. д.
По мнению З. А. Венгеровой, лучшими пьесами Давенанта являются «Love and Honour» (1635), «Platonic Lovers», «The Wits».
Вл. А. Луков указывает, что «Остряки» (англ. The Wits), созданная Давенантом в период с 1634 по 1636 год (сведения в источниках разнятся), считается его лучшей комедией.
В предисловии к пьесе «Покорение Гранады» (англ. The conquest of Granada), опубликованной в 1672 году, Джон Драйден писал:

О героических пьесах мы впервые узнали от покойного сэра Уильяма Давенанта; во времена мятежа ему запрещали ставить трагедии и комедии, поскольку они содержали скандальные намеки на тех добрых людей, которым было легче лишить власти своего законного повелителя, чем выносить насмешки. Он был вынужден избрать другой путь: воспевать примеры нравственной добродетели, сочиняя стихи и превращая их в речитативы. Музыка и декорации, так украсившие его произведения, восходят к итальянской опере, но Давенант сумел сделать богаче характеры действующих лиц, полагаю, вдохновившись примером Корнеля и других французских поэтов. Его поэтическое творение оставалось в неизменном виде и после возвращения его величества. Лишь со временем, став более решительным, видимо, не без влияния общественного мнения, он переработал «Осаду Родоса», чтобы она исполнялась как обычная драма.

А. А. Аникст называл Давенанта «одним из преемников Шекспира в драматическом искусстве».
Уильям Давенант умер 7 апреля 1668 года в городе Лондоне. Похоронен в Уголке поэтов в Вестминстерском аббатстве.

## Семья
Сын, Чарльз Давенант — известный в Англии писатель-экономист, представитель меркантилизма, член палаты общин.

## Издания на русском языке
- Давенант, Уильям. Трагедии, комедии и маски / пер. с англ. И. Кутика. – М.: Водолей, 2025. – 696 стр. ISBN 978-5-91763-642-9